# おと☆娘
『おと☆娘』（おとにゃん）は、2010年10月から2013年5月までの間、ミリオン出版が発行していた日本の季刊雑誌。最終号では『おと☆娘Ω』（おとにゃん オメガ）と誌名を変えた。「男の娘」を題材とした漫画作品を掲載していたほか、プロによる女装の実践講座などのコーナーがあった。
長期連載された代表的な作品には、立花瑛『先生あのね。』や、ひな姫『あまはら君+』などがある。ミリオン出版はまた2011年7月から2013年4月まで、本誌と並行し、巻ごとに異なるテーマの「男の娘」作品を収録したアンソロジーコミック『オトコの娘コミックアンソロジー』を刊行した。本誌はブルマーやスクール水着などの男性が実際に身につけることを想定した付録が話題を呼び、刊行期間中、主に同ジャンルの『わぁい!』（一迅社）と発行部数を競った。

## 内容
本誌は季刊誌であり、全11号が発売された。全年齢向けのエロティックな「男の娘」漫画を主なコンテンツとしており、そのほかには特集記事、漫画家などへのインタビュー、「男の娘」が登場するアニメ・ゲーム・ライトノベル作品のレビュー、「男の娘」イラストギャラリーなどがあった。
女装のノウハウ（「美寿羽楓の初めてのオトコの娘講座」）など三次元にも配慮した構成となっていて、各号はしばしば男性読者が実際に身につけることを想定した女性用衣装を付録につけた（ブルマー、スクール水着、ミニスカート、スポーツブラと縞パンなど）。広報担当によれば、それらは読者にとって「男の娘」ファンタジーをよりリアルに感じさせるものであり、掲載作品のキャラクターがしばしば着用するものが選ばれている。
ドラマCD（シチュエーションCD）を付録にした号が3つあり、内訳は声優のかわしまりの・一色ヒカルが声を担当したキャラクターが視点男性（＝聴取者）に催眠術をかけて女装させるという内容のものがそれぞれ1つ、有栖川みや美が声を担当した「男の娘」キャラクターが視点男性に耳かきするという内容のものが1つであった。
また、新人募集企画として「おと☆娘コミック大賞」があった。1回かぎり開催され、大賞・入賞は該当作なし。佳作としてあいち志保「コクハク」が選出され、本誌10号に掲載されている。

## 創刊の経緯

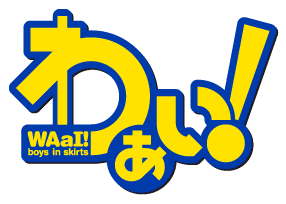
本誌と同様の内容で先発していた『わぁい!』（一迅社）のロゴ。

ミリオン出版を含む大洋グループは実話実録系を得意としており、本誌創刊編集長の頭根宏和も以前は実話漫画誌『漫画実話ナックルズ』（とその姉妹誌）を担当していた。2010年に次の企画を考える段になり、頭根は若い男性たちの「男の娘」ブームに着目した。三次元の女装ブームに関してはそれまでに実話誌の誌面でも数度取り上げていた経緯があった。頭根は今度は二次元のアキバ系ジャンルに手を出してみるのはどうかと考えた。すでに一迅社が同年4月に『わぁい!』で先行していたが、そちらは王道的なつくりであったため、競争の余地があるのではないかと考えたのである。頭根は『わぁい!』創刊号が数日で完売したという情報を掴んでいた。
『わぁい!』との差別化をどのようにはかるかということは課題のひとつであった。マニアではなく全年齢層向けの商品となるため、完全なエロ本にするわけにはいかなかったが、自主規制の範囲内で可能な限りのことをするようにした。『わぁい!』は男と男のカップリング（男×男）が多いが、本誌創刊号は男×女の組み合わせが多い。男×男はコアな読者層に支持される一方、ライトな層にとっては抵抗感が強いため、頭根が避けたのである。
創刊号掲載の時点では漫画は読み切りの形をとったが、連載に切り替える方針であった。季刊誌で漫画を連載するということには、間が開きすぎて読者が前回の話を忘れてしまうという問題があったが、単行本化することにより本誌の売上を補える面を頭根は重視した。実際問題としては、毎号カラーページで「男の娘」アニメ・ゲームの特集を組もうとすると、季刊ペースでもいずれネタがなくなることが予想されていたくらいであった。

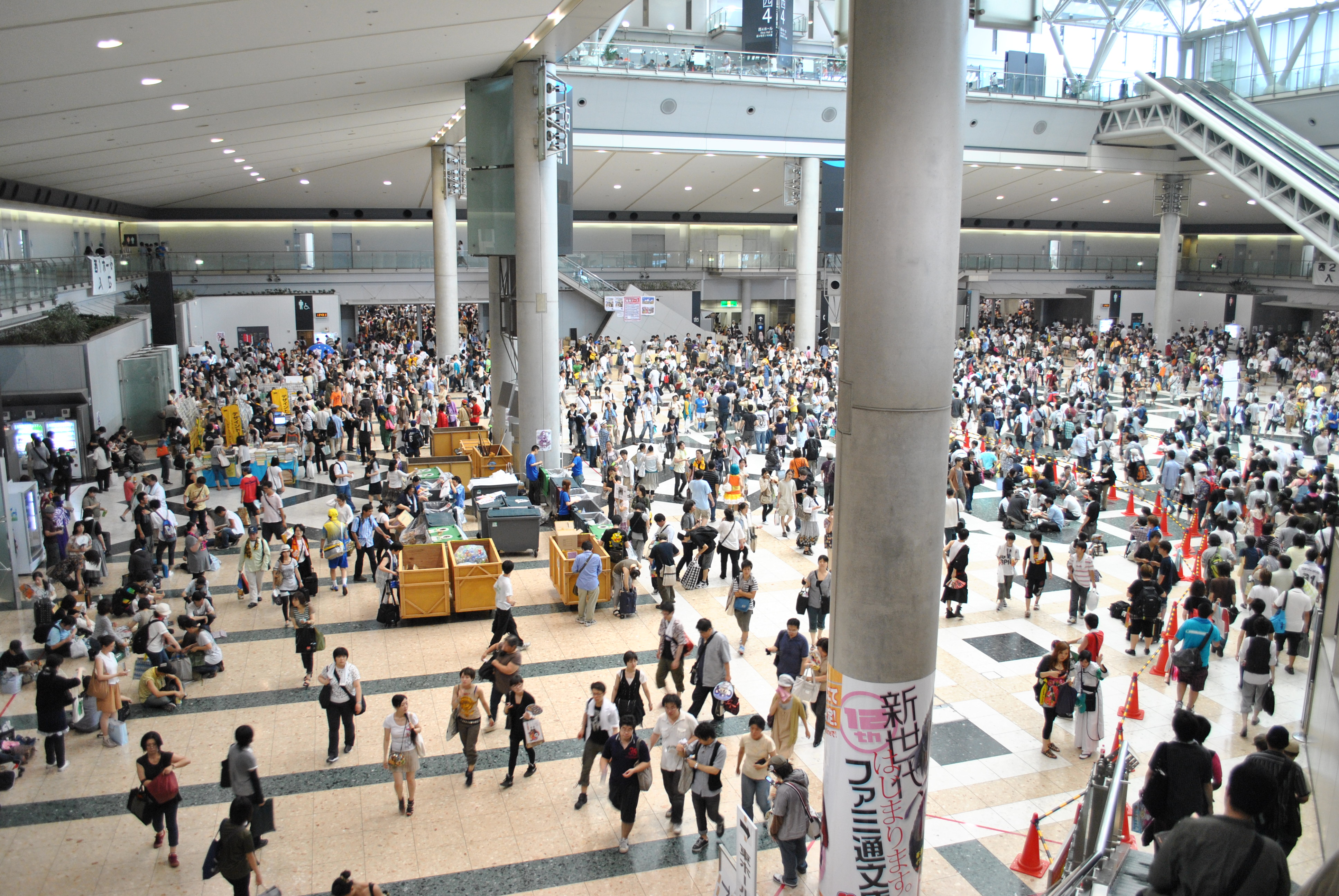
2010年夏のコミックマーケット。

大洋グループのメインの販路はコンビニエンスストアであった。広告といえるようなものは店頭での露出がほぼすべてであり、「弁当を買うついでに」衝動買いするような本がグループの主力であった。オタクのような決め買いする消費者をいかに惹きつけるか、その点も重要な課題となった。頭根は発売に先立つ8月のコミックマーケットにミリオン出版の企業ブースを出し、チラシ4,000枚を配布した。さらに公式サイト「おと☆娘Jp」とTwitter（X）アカウントを立ち上げ、認知度を徐々に上げていった。
創刊号には催眠CDを付録につけた。頭根は「女の子の気持ちになりきるっていう意味で雑誌のカラーというかコンセプトを実現する手段として有効なんじゃないかと。二次元の紙だけじゃなくって音声からも、この世界にはまって欲しいなと。」と考えたと語っている。そして、2010年10月25日に創刊号の発売を迎えた。発売に際しニュースサイト「ナタリー」は、「ますます盛り上がりを見せるオトコの娘シーンから目が離せない」と書いた。

## アンソロジーの刊行
頭根は、前述のカップリングなどの試行錯誤においては作品の幅を広げたい目的もあった。幅広いレパートリーの中から単行本や特化した増刊などに誘導することを計画していた。『おと☆娘』本誌はそれらの「母艦」的位置づけである。2011年7月から2013年4月にかけ、編集部は「男の娘」のアンソロジーコミックである『オトコの娘コミックアンソロジー』を刊行していった。
この領域ではすでにスクウェア・エニックスが『女装少年アンソロジー』（2009年）で先行を果たしており、そこへ一迅社の『女装少年アンソロジーコミック』（2010年）や、エンターブレインの『スーパー男の娘タイム、はじまるよっ★』（2010年）などが続々と参入していた。（女性向けのものとしては光彩書房の『女装の王子様』（2009年）など。）
後発となったミリオン出版のアンソロジーは、どの巻も特定のテーマに沿った作品のみを収録していた点で他社のそれらと異なるものであった。例えばその第1巻では、他者から強制されて女装している（いわゆる強制系）「男の娘」がテーマとなっていた。
以降、一迅社とミリオン出版からは「男の娘」漫画のアンソロジー・単行本が大量に刊行されていった。

## 休刊へ

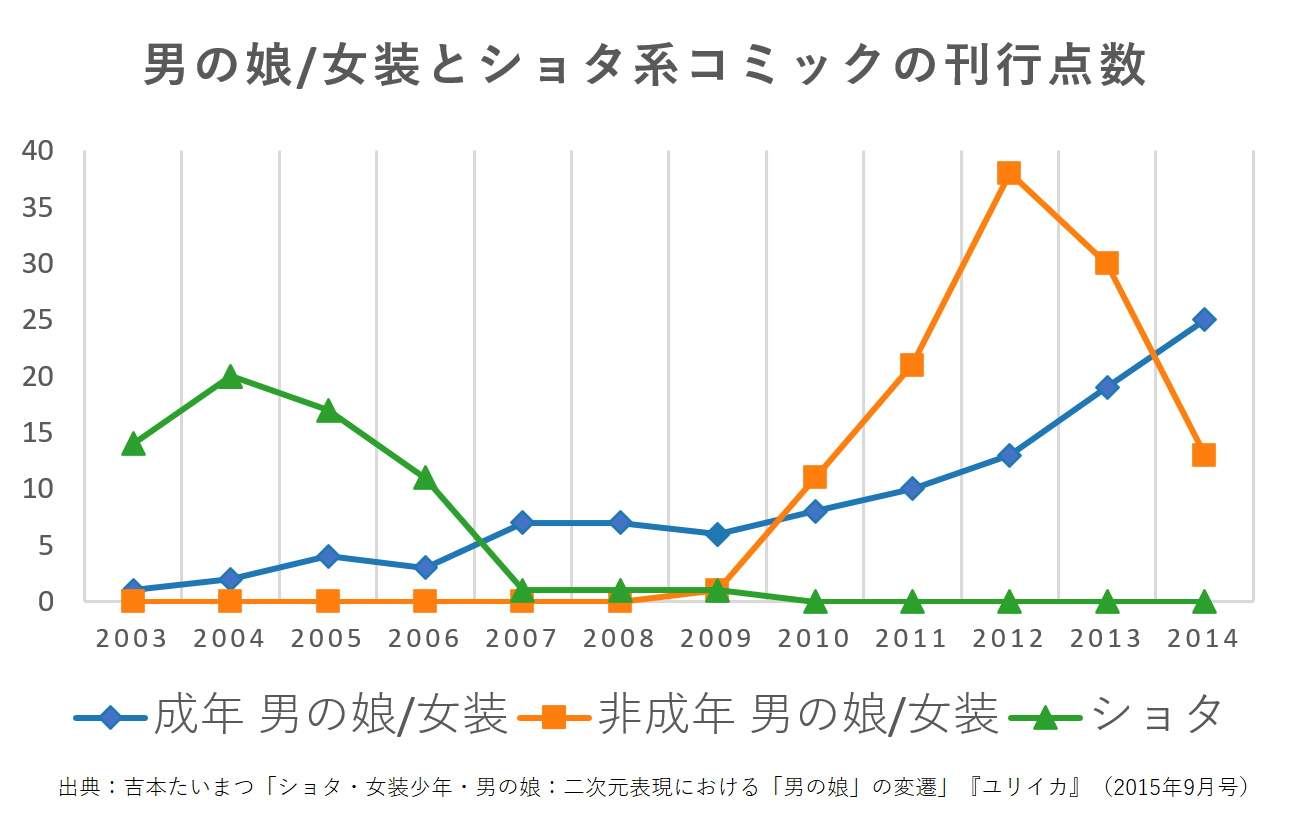
図1：男の娘/女装とショタ系コミック刊行点数の推移
（調査：吉本たいまつ）

創刊号の初動は「ネット書店は好調です。アニメイトはソコソコ。」（頭根）といったところであった。付録の催眠CDについても編集部には好意的な感想が寄せられたという。大衆文化ニュースサイトの「アキバBlog」は創刊号の発売翌日、本誌は『わぁい!』と比較すると若干エロティシズムが強く、異性愛の比率が高いようだというユーザーの感想を紹介した。2013年になって「松本ミトヒ。」の本誌掲載の短編集をレビューしたアメリカのニュースサイト「Bleeding Cool」は、「bulge（ふくらみ）、ソフトな緊縛、女装した男同士のキス」が好きな読者にこれらの作品を勧めたいとし、特に「獅子座のボクと夏の夜空」を肯定的に評価している。
本誌はその付録の珍しさから注目を浴び、同様にブルマーやスクール水着、化粧ポーチなどを付録につけていた『わぁい!』と競争を繰り広げた。ライターの川本直は、本誌の付録は二次元の「男の娘」愛好と三次元の女装のクロスオーバーを加速させたと分析している（女装を実践する層が漫画作品を読み、その逆もあったということ）。一迅社なども含め、全年齢向けの「男の娘」関係書籍の発行ラッシュは2010年から2013年にかけて続き、2012年にピークを迎えた（オタク文化史研究者・吉本たいまつ調べ。図1。）。

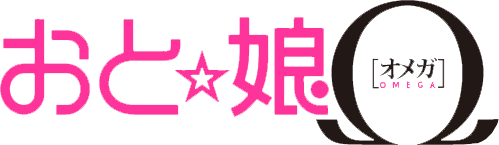
最終号では『おと☆娘Ω』と改題した。

創刊号の時点では207ページのボリュームで1,050円の価格だったが、2012年8月の第8号でいくつかの連載作品が追加され、100ページ超の増量がおこなわれ323ページとなり、デザインの変更と値下げもおこなわれた。2013年5月25日、第11号は『おと☆娘Ω』と誌名を変更して発売されたが、同時に休刊が告知された。編集部は今後何らかの形で復活させたいとコメントを出し、読者に対しては公式ウェブサイトやTwitterの更新をフォローしておくよう呼びかけた。
本誌休刊の9か月後、2014年2月には『わぁい!』も休刊を表明した。サブカルチャー研究者の椿かすみは2誌の休刊について、少ないパイをおそらく『わぁい!』と本誌とで奪い合ってしまった結果、売り上げが低迷したことが大きな原因とみている。編集者の井戸隆明は2誌から「これ！という作品が生まれなかった」ためだと述べている。椿はまた、特に本誌の失敗について以下のように分析している。

『おと☆娘』は『わぁい!』に比べ〔……〕男性的性嗜好に訴求していたように思う。しかし結局のところ、脱がない《男の娘》は〔……〕男性の所有物でなく女性の道具であり、そこに強引に性的描写を貼りつけた歪さが、寿命を縮める結果になってしまったのではないだろうか。《男の娘》ブームの牽引役となった『おとボク』について、ヒットの主因として、女装男子や同性愛への欲求というより、今野緒雪『マリア様がみてる』の男性人気があったという二〇〇五年当時の指摘も、思い出しておく必要があるだろう。
—椿 2015, pp. 197–198、傍点・補足の括弧は省略

マイウェイ出版から刊行されていたマニア向けの専門誌『オトコノコ時代』には、インタビュアーが漫画家・魔北葵に「色々なところから出ている男の娘アンソロジーなどを見ていたら、話がパターン化されててつまらないと思うんですよね」と問いかける記事が掲載されている（2011年。魔北は「ああいうのはやっぱりコードがありますから」と返している。）。本誌の休刊にともない『オトコの娘コミックアンソロジー』も終了し、一迅社の側も同じ措置をとったため、全年齢向けの「男の娘」漫画は2014年に急激に減少した（図1）。
2015年現在、「男の娘」ブームは全体として収束状態にある。

## 掲載作品・記事

### 漫画作品

#### 連載
| 年         | #         | 題名                           | 作者                               | 説明 | 出典          |
| ---------- | --------- | ------------------------------ | ---------------------------------- | --- | ------------- |
| 2010–2011  | 1–2       | ♂どっち♀                       | 上乃龍也                           | 生徒会長に恥をかかせたツカサは、罰として女装して会長のメイドをすることになる。ツカサは自分の女装姿に興奮するようになっていく。 | [ 38 ]        |
| 2010–2012  | 1–6       | 乙女心（？）の自由形           | あきづき弥                         | 小早川アキラは怪我をした妹の代わりにオーディションを受け、「おニャン娘☆シスターズ」の一員になる。アイドル活動は順調だったが、マスコミに男であることを暴露されてしまう。メンバーは一致団結し、人気低下にもめげず再起を誓う。                | [ 39 ]        |
| 2010–2013  | 1–7, 9–10 | 先生あのね。                   | 立花瑛                             | 底辺高校の教師・掛西大地は生徒の中村飛鳥が放課後の教室で女装しているのを見てしまい、それを切っ掛けにつきまとわれるようになる。ある日、飛鳥が元々は進学校に通っていて何か訳ありらしいことが判明する。Project Hから英訳が出版されている。    | [ 40 ] [ 41 ] |
| 2010–2012  | 1–3, 8    | せんせいのぼく                 | ひな姫                             | 悠は杏子先生に告白し、彼女になってもらう。ところが杏子は恋人を女装させて興奮する変態性癖の持ち主だった。悠は女装して女子の健康診断や寒中水泳大会などに参加し、学校の人気者になっていく。                                                   | [ 38 ]        |
| 2010, 2012 | 1, 6–9    | カノジョ?としたい10のコト!     | 松本ミトヒ。                       | 彼女のいない男たちがクラスメイトの芹沢郁己を女装させ「彼女としてみたいこと」を実践していく。バレンタイン、ナース姿で看病、水着デート、自宅デート、結婚式など。Vol.1では『あとのまつり』として掲載。Project Hから英訳が出版されている。     | [ 42 ] [ 43 ] |
| 2011–2012  | 3, 5, 8   | アクトレス                     | 松本ミトヒ。                       | 文化祭の作品に出演していた美少女にあこがれて映像研究部に入部した都山勇太だったが、女優の日高千智は実は男だった。日高や勇太らはロケハン旅行に行ったり、廃部の危機を乗り越えたりする。Project Hから英訳が出版されている。                    | [ 42 ] [ 43 ] |
| 2011–2013  | 3, 8–11   | 女装山脈                       | 西田一 (原作), あおぎりぺんた (絵) | 度会行人は登山中に嵐のため遭難し、3人の「男の娘」が暮らす村へ避難する。同名のアダルトゲーム作品のコミカライズ。 | [ 44 ]        |
| 2011–2013  | 3, 5–10   | ミキの放課後                   | つむらちた                         | 伊月は、同じクラスの幹尚正（ミキ）が男子トイレから女装して出てくるところに鉢合わせてしまい、相談にのるようになる。二人はなんとなく互いを気にするようになっていく。                                                                         | [ 45 ]        |
| 2011–2013  | 4–10      | あまはら君+                    | ひな姫                             | 天原雪乃は学校公認の「男の娘」。男子を女装させてオトコの娘コレクションを作っている。不良の篠宮、風紀委員長の久住、八方美人のクラス委員長・春日、あがり症の剣道部員・榊原、メンタル不調のクラス委員・瀬名らが女装による救いを得ていく。     | [ 46 ]        |
| 2011–2012  | 4–9       | 執事でメイドなおとこのコ       | 有香子                             | 朝比奈家執事の悠里は咲耶お嬢様を慕っている。ある日末娘に脅迫されて女装メイドを始めるが、実は咲耶も「男の娘」だったことが判明する。咲耶は父親が自分の女装に否定的であることから悩んでいる。悠里はこれからも咲耶の側にいることを誓う。       | [ 47 ]        |
| 2011–2013  | 5–11      | 煌‼ 男の娘塾                   | わだぺん。                         | 漫画形式の女装教本。中学生の宮下晶は女装するという弟子入りの条件をのみ、漫画家の雨螺剣のアシスタントをしている。仕事にかこつけて晶は毎回女装させられる。各回のテーマはブラジャー、ウィッグ、ガードル、コルセット、心構え、化粧。           | [ 48 ] [ 49 ] |
| 2012–2013  | 8–11      | チェリーガーデン               | 梅川和実                           | 鈴駈まゆみは、最近共学となった女子校・桜庭学院に進学するが、名前のせいで女子と誤解され、女子寮で暮らすことになる。寮長の藤ノ宮千夏、同級生の樫本花音らとの交流を経て、女子の輪の中へ入っていく。                                           | [ 50 ]        |
| 2012–2013  | 8–10      | いいんちょは♂                  | シュガー                           | クラス委員長の橘早苗は「男の娘」。主人公の佐藤健一は早苗と一緒に護身術の特訓やチョコ作りなどをし、体勢が紛らわしいことからクラスメイトに関係を誤解される。Vol.8では四コマ漫画形式。                                                        | [ 51 ]        |
| 2012–2013  | 8–10      | 妹（弟）喫茶はじめました。     | とめきち                           | 四コマ漫画。「男の娘」喫茶でアルバイトを始めたたかしは、同僚のももかを好きになる。ももかを振り向かせるためにかわいくなろうとしていると、ある日同僚のみかんにホテルに連れ込まれる。                                                         | [ 52 ]        |
| 2012–2013  | 8–10      | 神嫁♂ですけどっ!               | クロマメ                           | 貴幸は神社で世の中が「男の娘」で溢れるよう祈願する。すると神社の神様・桃千鳥が現れ、貴幸に人や物を「男の娘」に変える能力を与える。いろいろな物を「男の娘」にしていく過程で二人は仲良くなり、貴幸は神社に永久就職する。                     | [ 53 ]        |
| 2012–2013  | 8–11      | オトコの娘ラヴァーズ‼          | 吉田悟郎                           | 漫画形式の「男の娘」解説書。「男の娘」漫画好きの高校生・水森学が、女装を実践する佐々木明や、「男の娘」漫画家の神崎リョウらと出会い、「男の娘」について毎回詳しく語らう。一度は周囲の偏見に挫折しかけた彼らだったが、ともに乗り越えていく。 | [ 54 ] [ 55 ] |
| 2012–2013  | 8–11      | うらふ〜。ようこそ裏風紀委員へ | ベンジャミン                       | 男子校に転校した鈴木光一は、セーラー服を着た「魔女」に見初められ、「裏風紀委員会」に加入させられる。魔女の名前は九重輝。かつて魔女だった母の母校を、悪人から守っているという。                                                             | [ 56 ]        |
| 2013       | 10–11     | ちかげちゃんブラック           | 松本ミトヒ。                       | 体の弱い月村克則は転校した田舎の学校で、内申点を補うため生徒会長になろうとする。すると同学年の女装者・日高誓夏（ちかげ）も生徒会長の座を狙っていて、宣戦布告される。ちかげは学校の人気者だが、正体は腹黒。                                 | [ 57 ]        |
| 2013       | 10–11     | だから僕は妹×弟に恋をする      | あきづき弥                         | 両親が再婚し、主人公に未央という弟ができる。未央は女装した「男の娘」であり、主人公を慕っている。主人公も未央に過保護である。 | [ 58 ]        |

#### 読み切り
| 年   | #  | 題名                                | 作者             | 説明 | 出典         |
| ---- | -- | ----------------------------------- | ---------------- | --- | ------------ |
| 2010 | 1  | 可憐にムサシ                        | むっちりむうにい | メイド喫茶の調理担当・一文字武蔵は男嫌いの同僚・一ノ木ちづるに惚れている。ある日武蔵はスタッフ不足のためウェイトレスになる。その姿を見たちづるはもっと女らしくなったら交際を考えてもいいと言う。 | [ 59 ]       |
| 2010 | 1  | 魔法ブルマ                          | せいほうけい     | 秋は速く走るためにはどうすればいいか姉に相談する。秋は姉から渡された「魔法ブルマ」をはいてマラソンに参加し、普段以上の実力を出す。一等賞を獲った秋は、ブルマはただの暗示だったと知らされる。     | [ 60 ]       |
| 2010 | 1  | ゆけむりオトコの娘                  | クロマメ         | 混浴の露天風呂に入った和馬は、水着姿で入ってきたチヒロに興奮する。実はチヒロはオーナーの甥で、女性との混浴を期待している男性客にサービスしているのだった。                                       | [ 61 ]       |
| 2010 | 1  | コスモス                            | 松村直紀         | 貴文の両親は家を留守にしている。着替えがなくなった貴文は姉のワンピースを身に着ける。姉に女装させられコスモスの花を飾ってもらった幼い日の記憶が蘇る。                                             | [ 62 ]       |
| 2010 | 1  | ボクもきっと…                       | わだぺん。       | 女装に憧れていた少年が女装を始める話。 | [ 63 ]       |
| 2011 | 2  | 天使の放物線                        | 松本ミトヒ。     | 野球部のボールにあたって川へ落ちた川添柚羽は部員の坂本に女子と間違われ、チアガールのユニフォームを着せられる。対戦校のエースのナンパから助けてくれた坂本のために柚羽はチアガールを続ける。       | [ 64 ]       |
| 2011 | 2  | とあるナースの熱烈検温              | クロマメ         | 入院中の芝野の担当看護師が「男の娘」の遙に替わる。芝野は入院中にほかの看護師を口説き落とそうとするが、遙に妨害される。退院前夜、胸が苦しくなった芝野は遙に検温（ディープ・キス）される。         | [ 65 ]       |
| 2011 | 2  | Chocolate de Cousin                 | まあたん         | コウは叔父の家に居候することになるが、再会した従弟のヒロは「男の娘」になっていた。ヒロが男子に贈るバレンタインチョコを作っているときにハプニングが発生し、急接近した二人は交際を始める。         | [ 66 ]       |
| 2011 | 2  | サクラサク                          | 松村直紀         | 小学校の卒業式が終わり、こうが校門でひろを待っていると、ひろは中学の女子制服を着て現れる。ひろはこうに片思いをしている。ひろはいつか女子の服が似合わなくなるときがくると独白し、制服を脱ぐ。     | [ 67 ]       |
| 2011 | 2  | 香田クンとのぞみ先輩                | むっちりむうにい | 香田君は生徒会の書類にジュースをこぼしてしまい、罰として生徒会長に女装させられ放置される。そこへ現れた会計ののぞみ先輩は、追い求めていた「男の娘」がここにいたと興奮し、香田君を辱める。         | [ 68 ]       |
| 2011 | 2  | Prologue                            | わだぺん。       | いじめっ子が男子生徒に女装を強要し、いじめっ子たちが「男の娘」のかわいさに目覚める話。 | [ 69 ]       |
| 2011 | 3  | 告白                                | クロマメ         | シスターを育成する学園の教師・浦野は、告解室で生徒会長の奥園凛が性別を偽っていることを懺悔している場に遭遇する。浦野は秘密にする代わりに関係を迫る。                                             | [ 70 ]       |
| 2011 | 3  | クラス分担：おとこのこ!?            | せいほうけい     | 新学期、クラス委員になった貝谷はクラスの男女数を合わせるため我彦凡士を女子係に指名し、女装させる。一日が終わると、貝谷は凡士が女子になりきれていないと言い、自ら女子係になる。                   | [ 71 ]       |
| 2011 | 3  | ボクは君の彼女になりたい            | むっちりむうにい | 正は毎日電車の中で痴漢されている。幼なじみの礼は正の気を惹くために女装してきたが、痴漢されるぐらいにかわいく育った正を「男の娘」にしてしまう。                                                   | [ 72 ]       |
| 2011 | 3  | リボン                              | わだぺん。       | 若い男が妹の置き忘れたリボンを見つけ、身に付けたところを見つかってしまう。 | [ 73 ]       |
| 2011 | 4  | スク水ビフォーアフター              | クロマメ         | 付録連動作品。岡田あさひは水泳部の佐々木章一から泳ぎを教わるため女性用の水着を着なければならなくなる。仲違いしていた二人はプールでいい雰囲気になる。                                             | [ 74 ]       |
| 2011 | 4  | 夏だ! 花火だ! おとこのこには浴衣だ! | せいほうけい     | 夏祭りの日、彼女の雪に浴衣を着せられた夕羽は、雪は本当は女の子が好きなのだと部屋を飛び出していく。雪は祭りの会場でナンパされていた夕羽を助け、女装させたのは単に夕羽がかわいいからだと説明する。 | [ 75 ]       |
| 2011 | 4  | 約束                                | つむらちた       | 昔、主人公は弟の楓と結婚の約束をした。そのせいで楓は女装するようになり、平気で友人にキスするようにもなる。主人公はその友人に嫉妬する。                                                           | [ 76 ]       |
| 2011 | 4  | 獅子座のボクと夏の夜空              | 松本ミトヒ。     | 天文部の部長は部員の文月礼緒に美少女宇宙人の格好をさせてUFOをおびき寄せる。文月を調査した宇宙人は「男の娘」地球人の研究に着手する。英訳がProject Hから出版されている。                           | [ 77 ] [ 5 ] |
| 2011 | 4  | Skirt。                             | わだぺん。       | 男子生徒がクラスの女子との勝負に負け、彼女の制服を着ることになり、最終的には気に入ってしまう。                                                                                                   | [ 78 ]       |
| 2011 | 5  | 修学旅行の夜                        | せいほうけい     | 修学旅行の露天風呂で、和はクラスの女装男子・志月と二人きりになる。和と志月はいい雰囲気になるが、志月がのぼせてしまう。                                                                           | [ 79 ]       |
| 2011 | 5  | Magical耳かきパニック               | クロマメ         | 付録連動作品。博士がついに究極の耳かきを完成させ、助手のルイが女装して耳かきすることになる。耳かきには媚薬のような効果があり、大騒ぎになる。                                                     | [ 80 ]       |
| 2011 | 5  | われら西崎騎馬軍団                  | まあたん         | 運動会の日に間違えて妹の体操着を持ってきてしまった西崎は、その体操着を着て騎馬戦に参加し、ピンチを切り抜けて勝利する。                                                                           | [ 81 ]       |
| 2012 | 6  | SETSUBUNかぁにばる                  | まあたん         | 神社の節分大会で鬼役を務めるビキニ美女に直前でキャンセルされたため、主催者は甥の昴にビキニを着てもらう。昴は参加者を誘惑するが、逆に辱められてしまう。                                           | [ 82 ]       |
| 2012 | 6  | 運命の縞パン                        | クロマメ         | 付録連動作品。縞パンに興味を持った和希は、妹の友達のハルから縞パンを貰えることになる。ハルは実は「男の娘」で、和希を女装（スポーツブラと縞パン）させる。                                         | [ 83 ]       |
| 2012 | 7  | はるかぜ                            | 山崎浩           | 幼いミチハルは同じ団地に住むアキ姉に女の子の服を着せられ、公園で女の子たちと遊ぶ。転んでしまった拍子にクラスのケンジに女物の下着を見られてしまうが、ミチハルはもう一度スカートをはきたいと思う。 | [ 84 ]       |
| 2012 | 7  | だって可愛いんだモン!               | 吉田悟郎         | 四コマ漫画。相川一吾は中学の入学式のあと、女の子は得だという理由で女装を始める。 | [ 85 ]       |
| 2012 | 7  | マネキンさん、赤面中!               | クロマメ         | 姉のアパレルショップで働くことになったナオは、女性用のコスプレ衣装を着たマネキンの真似をさせられる。詰めかけた男性客たちに男だということがばれてしまうが、受け入れられる。                       | [ 86 ]       |
| 2012 | 7  | モテない                            | せいほうけい     | モテない坂田は友達の山内にモテる方法を聞く。坂田に気のある山内は坂田に妹の制服を着せて押し倒す。実は坂田がモテないのは陰で山内が邪魔をしていたからであった。                                     | [ 87 ]       |
| 2012 | 8  | UVが〜ど120％                       | まあたん         | 空手部の合宿で海に来ていた御影智樹は、「男の娘」の光希を暴漢から助ける。智樹もTシャツの下に女性用水着を着ており、二人は人気の無い場所で互いの体に日焼け止めを塗りたくりあう。                    | [ 88 ]       |
| 2012 | 8  | ひめごと                            | うおぬまゆう     | 三神智は同級生の加藤真琴の屋敷にプリントを届ける。職員室で試験問題を盗み見たのをネタに脅され、指示されるままに真琴と一緒に女装していく。智は女装の快楽を知る前の自分には戻れないと予感する。     | [ 89 ]       |
| 2012 | 8  | 鏡の中の私                          | あきづき弥       | 毛利智の姉は生徒会長で、いつも智につらく当たっている。智は姉の制服を盗み出し、後輩の女生徒として姉に話しかける。姉は本当は弟に優しくしたいことを女装した智に打ち明ける。                         | [ 90 ]       |
| 2012 | 9  | ただいま生配信chu                   | まあたん         | 長谷川は「男の娘」の生配信者「桜はじめ」に夢中になっていた。ところがその正体はクラスメイトの桜井始だったことを知ってしまう。桜井は口封じのため長谷川を女装させ、生配信で辱める。                 | [ 91 ]       |
| 2012 | 9  | 僕の妹に                            | あきづき弥       | 両親が再婚し、穂井田泰希には未央という妹ができる。泰希は未央に恋心を抱くようになるが、ある日未央の着替えを覗いてしまい、男だったことを知る。未央はこれからも妹でいるといい、泰希も納得する。     | [ 92 ]       |
| 2013 | 10 | 僕の彼女のスカート下事情            | 有香子           | 亮と和音は交際を始めるが、和音は頑なにスキンシップを拒んでいた。亮がスカートの下を確認すると実は和音は「男の娘」だったことが判明する。亮は男でもいいとそんな和音を受け入れる。                   | [ 93 ]       |
| 2013 | 10 | コクハク                            | あいち志保       | 桃井沙都は放課後校舎裏で遠山に告白される。試しに一日デートしたところ遠山に惹かれてしまい、自分は男だと告白する。すると遠山は知っていたと答え、沙都はありのままの自分が受け入れられ涙する。       | [ 94 ]       |
| 2013 | 11 | じょそあし                          | 吉田悟郎         | 四コマ漫画。漫画家を目指す江藤勇紀は、少女漫画家のアシスタントをすることになるが、職場は女性限定だった。女装して仕事をこなした勇紀はまた来てくれるよう頼まれる。                                 | [ 95 ]       |
| 2013 | 11 | 図書室の彼女                        | カネコナオヤ     | 図書委員の敷島ミキは、先輩委員の諏訪ユキオがプライベートで女装していることを知る。ユキオは秘密にしてもらうかわりに、女装して図書委員の仕事をする。ミキはユキオの隠された魅力に気づき、告白する。 | [ 96 ]       |

### その他
- イラストギャラリー（Vol.1 - 7）
- 前田潤『出撃! 女装戦隊オト恋ジャー』（連載小説。Vol.1 - 7）
- インタビュー（Vol.1 - 7）
  1. 民安ともえ[14] - 『幼なじみはベッドヤクザ!』『ボクがワタシになった理由』などに出演した声優[97]
  2. 江口寿史 - 『ストップ!! ひばりくん!』の作者[98]
  3. 塩野干支郎次 - 『ブロッケンブラッド』の作者[15]
  4. 志村貴子 - 『放浪息子』の作者[7]
  5. 遠藤海成 - 『まりあ†ほりっく』の作者[16]
  6. 松本トモキ - 『プラナス・ガール』の作者[12]
  7. 木尾士目 - 『げんしけん 二代目』の作者[9]
- 美寿羽楓「美寿羽楓の初めてのオトコの娘講座」（Vol.2 - 11）※「女装専門フォトスタジオ★アルテミス★」代表[99]
- 民安ともえ「民安がイクッ!」（Vol.2 - 7）
- 来栖美憂「来栖美憂のオトコの娘名作批評」（Vol.8 - 10）
- ほか

## 既刊一覧

### 本誌
| 発売日         | Vol | 付録                                                 | ISBN           |
| -------------- | --- | ---------------------------------------------------- | -------------- |
| 2010年10月25日 | 1   | ドラマCD「快感催眠“娘”化プログラム」（かわしまりの） | 978-4813063902 |
| 2011年1月25日  | 2   | ニーソックス                                         | 978-4813064190 |
| 2011年4月26日  | 3   | オリジナルヘアピン                                   | 978-4813064503 |
| 2011年4月26日  | 3   | ドラマCD「快感催眠“娘”化プログラム」（一色ヒカル）   | 978-4813064503 |
| 2011年7月29日  | 4   | スクール水着                                         | 978-4813064879 |
| 2011年10月25日 | 5   | オリジナル耳かき                                     | 978-4813065227 |
| 2011年10月25日 | 5   | ドラマCD「耳かきオトコの娘」（有栖川みや美）         | 978-4813065227 |
| 2012年1月25日  | 6   | スポーツブラと縞パンのセット                         | 978-4813065579 |
| 2012年4月26日  | 7   | ミニスカート                                         | 978-4813065944 |
| 2012年8月3日   | 8   | 出演なし                                             | 978-4813066392 |
| 2012年10月29日 | 9   | 出演なし                                             | 978-4813066866 |
| 2013年2月18日  | 10  | ブルマー                                             | 978-4813067252 |
| 2013年5月25日  | Ω   | 出演なし                                             | 978-4813067757 |

### アンソロジー
| 発売日         | 題名                                      | ISBN           |
| -------------- | ----------------------------------------- | -------------- |
| 2011年7月11日  | オトコの娘コミックアンソロジー 強制編     | 978-4813053170 |
| 2011年11月14日 | オトコの娘コミックアンソロジー 小悪魔編   | 978-4813053309 |
| 2012年2月13日  | オトコの娘コミックアンソロジー 恥ぢらひ編 | 978-4813053477 |
| 2012年5月14日  | オトコの娘コミックアンソロジー 天真爛漫編 | 978-4813053644 |
| 2012年8月16日  | オトコの娘コミックアンソロジー 奈落編     | 978-4813053682 |
| 2012年10月13日 | オトコの娘コミックアンソロジー 魔性編     | 978-4813053750 |
| 2012年12月14日 | オトコの娘コミックアンソロジー 初恋編     | 978-4813053798 |
| 2013年2月14日  | オトコの娘コミックアンソロジー 絶対服従編 | 978-4813053842 |
| 2013年4月15日  | オトコの娘コミックアンソロジー 純情天使編 | 978-4813053897 |

関連商品として『お姉さんとオトコの娘コミックアンソロジー』（2012年9月14日、ISBN 978-4813053736）がある。